# 瓦尔特拉瓦利亚港
瓦尔特拉瓦利亚港（義大利語：Porto Valtravaglia），是意大利瓦雷泽省的一个市镇。总面积15平方公里，人口2420人，人口密度161.3人/平方公里（2009年）。国家统计（ISTAT）代码为012114。